# Richard Henderson

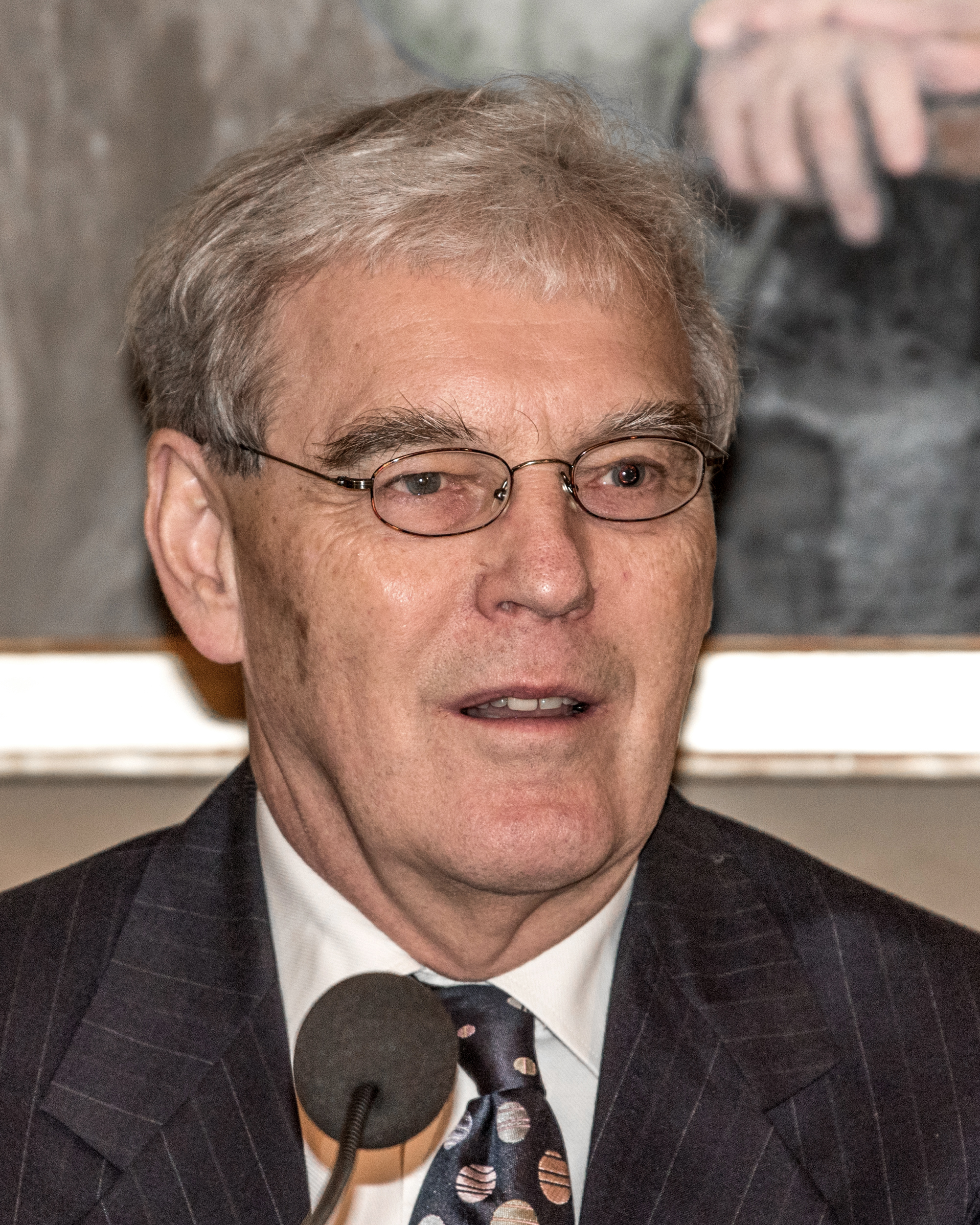
Richard Henderson

Richard Henderson, CH (* 19. Juli 1945 in Edinburgh, Schottland) ist ein britischer Struktur- und Molekularbiologe. 2017 erhielt er den Nobelpreis für Chemie zusammen mit Jacques Dubochet und Joachim Frank.

## Leben
Henderson erwarb 1966 an der Edinburgh University einen Bachelor in Physik und 1969 an der Cambridge University einen Ph.D. in Molekularbiologie. 1969/1970 war er zunächst als Forschungsassistent für das Laboratory of Molecular Biology (LMB) des Medical Research Council (MRC) in Cambridge tätig, bevor er zwischen 1970 und 1973 als Postdoktorand an der Yale University arbeitete. Seine weitere wissenschaftliche Karriere verbrachte Henderson wiederum am LMB, zuletzt (1986–2006) als Nachfolger von Aaron Klug als Leiter der Abteilung. Unter Hendersons Leitung arbeiteten gleichzeitig bis etwa 400 Personen im LMB. Unter ihnen waren die Nobelpreisträger César Milstein, Georges Köhler und John E. Walker.

## Wirken
Henderson gilt als Pionier der Elektronenmikroskopie bei der Bestimmung der Molekülstruktur von Membranproteinen. Er konnte hochauflösende (7 Ångström) Karten der Struktur des Bacteriorhodopsins erstellen, mit deren Hilfe er einen detaillierten Mechanismus dieser Protonenpumpe vorschlagen konnte, den ersten Einblick in die Funktionsweise der Proteine des Membrantransports.
Gemeinsam mit Nigel Unwin und aufbauend auf die Arbeiten von Aaron Klug und Jacques Dubochet erforschte Henderson am Laboratory of Molecular Biology (LMB) des Medical Research Council verschiedene Membranproteine, wobei sich Unwin auf Ionenkanäle konzentrierte und Henderson auf Proteine, die aus sieben α-Helices bestehen, darunter das Bacteriorhodopsin und der G-Protein-gekoppelte Rezeptor. Während sich Henderson am Beginn seiner wissenschaftlichen Laufbahn mit Röntgenkristallographie beschäftigte (nach ihm wurde die Henderson-Grenze benannt), bot der Umstieg auf die Elektronenmikroskopie den Vorteil, einen Proteinkristall untersuchen zu können, der aus nur etwa 5.000 Molekülen besteht – für die Röntgenkristallographie werden vier bis fünf Zehnerpotenzen größere Kristalle benötigt. Seine Arbeit über Bakterienrhodopsin war 1990 das erste elektronenmikroskopische Bild eines Proteins in atomarer Auflösung.
Weitere Arbeiten Hendersons beschäftigen sich mit der Verbesserung der elektronenmikroskopischen Technik, um letztlich Membranmoleküle in nicht-kristalliner Form analysieren zu können.

## Auszeichnungen (Auswahl)
- 1980 Ernst-Ruska-Preis für Elektronenmikroskopie der Deutschen Gesellschaft für Elektronenmikroskopie (mit Nigel Unwin)[2]
- 1983 Mitglied (Fellow) der Royal Society[3]
- 1991 Rosenstiel Award (mit Nigel Unwin)[4]
- 1993 Louis-Jeantet-Preis (mit Jean-Pierre Changeux und Kurt Wüthrich)[5]
- 1998 Mitglied (Foreign Associate) der National Academy of Sciences
- 1999 Gregori-Aminoff-Preis für Kristallografie der Königlich Schwedischen Akademie der Wissenschaften[6]
- 2003 Ehrenmitglied der British Biophysical Society (BBS)[7]
- 2016 Alexander Hollaender Award in Biophysics
- 2016 Copley-Medaille der Royal Society
- 2017 Gjønnes Medal in Electron Crystallography
- 2017 Wiley Prize in Biomedical Sciences
- 2017 Nobelpreis für Chemie
- 2018 Glenn T. Seaborg Medal